# Werner
Werner er et drengenavn af germansk oprindelse, der betyder "beskytter", "værner". Den 1. januar 2001 var der ifølge Danmarks Statistik 1001 personer i Danmark med navnet Werner. Alternativ stavemåde i Danmark: Verner (5266). Alternativ stavemåde internationalt: Wernher, Warner. Navnet anvendes også som efternavn.

## Kendte personer med navnet
(hvor navnet er brugt som fornavn)
- Werner Best, tysk politiker.
- Wernher von Braun, tysk raketforsker og rumfartspionér.
- Werner Heisenberg, tysk fysiker.
- Werner Herzog, tysk filminstruktør.
- Kay Werner Nielsen, dansk cykelrytter.

(hvor navnet er brugt som efternavn)
- Abraham Gottlob Werner, tysk mineralog.
- Erik Werner, dansk bladtegner.
- Jens Werner, danseinstruktør og danser.
- I. Vilh. Werner, dansk borgmester i Odense 1937-1958.